# Selaya
Selaya – gmina w Hiszpanii, w prowincji Kantabria, w Kantabrii, o powierzchni 39,29 km². W 2011 roku gmina liczyła 2009 mieszkańców.